# Hedkärra
Hedkärra is een plaats in de gemeente Fagersta in het landschap Västmanland en de provincie Västmanlands län in Zweden. De plaats is door het Zweeds Bureau voor Statistiek opgedeeld in twee småorten Hedkärra (noordelijk deel) (Zweeds:Hedkärra (norra delen)) en Hedkärra (zuidelijk deel) (Zweeds: Hedkärra (södra delen)). Hedkärra (noordelijk deel) heeft 118 inwoners (2005) en een oppervlakte van 16 hectare. Hedkärra (zuidelijk deel) heeft 65 inwoners (2005) en een oppervlakte van 21 hectare.